# SUCRE
SUCRE (Sistema Único de Compensación Regional) – międzynarodowa, wirtualna waluta przeznaczona do rozliczeń międzypaństwowych, wzorowana na euro z początków jego istnienia i rublu transferowym, której wprowadzenie od 2010 roku zapowiadają kraje stowarzyszone w organizacji ALBA.
SUCRE będzie walutą wirtualną, wykorzystywaną do rozliczeń między rządami państw bloku, co ma zmniejszyć uzależnienie od dolara, jako waluty handlu międzynarodowego. Docelowo ma być rozważone wprowadzenie jej do obiegu.
Pomysłodawcą wprowadzenia waluty jest główny inicjator powołania organizacji ALBA, prezydent Wenezueli Hugo Chávez. Ideę wprowadzenia waluty ogłoszono w październiku 2009 roku na szczycie ALBA.
Nazwę SUCRE zaproponowano na cześć generała Antonio José de Sucre, bohatera walk o niepodległość Ameryki Łacińskiej.
Identyczną nazwę nosiła waluta Ekwadoru.